# Yolande van der Straten
Yolande van der Straten Waillet (Luik, 8 mei 1965) is een Belgisch-Italiaanse voormalige zwemster. Haar favoriete slag was rugslag. Ze behaalde zowel op de Olympische Spelen als op de wereldkampioenschappen een finaleplaats.

## Loopbaan
Van der Straten nam in 1980 als vijftienjarige deel aan de Olympische Spelen van Moskou. Op de 200 m rugslag werd ze met een Belgisch record vijfde in de finale. Een record dat pas in 2000 gebroken werd door Yseult Gervy. Op de 100 m rugslag en op de 4 x 100 m wisselslag werd ze uitgeschakeld in de reeksen. Twee jaar later werd ze achtste tijdens de finale op de 100 m rugslag tijdens de wereldkampioenschappen in Guayaquil. Ze behoort hiermee tot een select groepje van Belgische zwemmers die een finaleplaats behaalde op de wereldkampioenschappen.
In 1984 nam Van der Straten opnieuw deel aan de Olympische Spelen, ditmaal in Los Angeles. Op de 200 m rugslag werd ze vijfde in de B-finale en op de 100 m werd ze uitgeschakeld in de reeksen. Het jaar nadien behaalde ze op de 200 m rugslag voor Italië een finaleplaats op de Europese kampioenschappen zwemmen 1985 in Sofia.

## Familie
Yolande Van der Straten is een telg van het geslacht van der Straten Waillet. Haar moeder is Italiaanse en daarom heeft ze de dubbele nationaliteit. Ze trouwde in 1995 en heeft drie kinderen.

## Belangrijkste prestaties
| Jaar | Olympische Spelen                                      | WK langebaan                               | EK langebaan     |
| ---- | ------------------------------------------------------ | ------------------------------------------ | ---------------- |
| 1980 | 15e 100m rugslag 5e 200m rugslag 10e 4x100m wisselslag |                                            |                  |
| 1982 |                                                        | 8e 100 meter rugslag 13e 100 meter rugslag |                  |
| 1984 | 22e 100m rugslag 13e 200m rugslag                      |                                            |                  |
| 1985 |                                                        |                                            | 5e 200 m rugslag |

## Belgische kampioenschappen
Langebaan
| Onderdeel     | Jaar             |
| ------------- | ---------------- |
| 100 m rugslag | 1982, 1983       |
| 200 m rugslag | 1980, 1982, 1983 |

## Belgische records

### 200 meter rugslag
Langebaan
| Prestatie | Datum         | Plaats                 |
| --------- | ------------- | ---------------------- |
| 2.19,18   | 1 maart 1980  | Seraing                |
| 2.18,67   | 16 maart 1980 | Sint-Lambrechts-Woluwe |
| 2.16,62   | 27 juli 1980  | Moskou                 |
| 2.15,52   | 27 juli 1980  | Moskou                 |

Kortebaan
| Prestatie | Datum           | Plaats               |
| --------- | --------------- | -------------------- |
| 2.15,20   | 6 februari 1983 | Boulogne-Billancourt |